# Parcele (Zimne Zdroje)
Parcele – nieoficjalny przysiółek wsi Zimne Zdroje w Polsce położony w województwie pomorskim, w powiecie starogardzkim, w gminie Osieczna.
Miejscowość leży w kompleksie leśnym Borów Tucholskich.
W latach 1975–1998 miejscowość administracyjnie należała do województwa gdańskiego.